# MTU Friedrichshafen
MTU Friedrichshafen GmbH, acronimo di "Motoren Turbinen Union",  è un'industria tedesca che produce motori commerciali.
Dopo essere stata in passato una divisione della Daimler-Chrysler, la società nel 2006 è stata venduta alla EQT Partners, una società di investimenti svedese che ha unificato le società Detroit Diesel e MTU Friedrichshafen costituendo una nuova società denominata Tognum AG.
Dopo alcuni passaggi di proprietà e ridenominazioni, dal 2014 appartiene al gruppo Rolls-Royce plc attraverso la Rolls-Royce Power Systems.
La società, fondata agli inizi del XX secolo dall'industriale automobilistico Karl Maybach, era stata acquisita dalla Daimler-Benz nel 1960.
La fabbrica si trova nel centro della città di Friedrichshafen, a poche centinaia di metri dalle rive del lago di Costanza.
L'azienda produce motori diesel per treni, navi, panfili, veicoli militari, macchine agricole e gruppi elettrogeni.
L’azienda ha fornito e attrezzato l’apparato motore (e l’ausiliario) della nave scuola italiana Amerigo Vespucci durante l’ammodernamento effettuato dall’Arsenale di La Spezia nel periodo 2013-2016.